# Danger Days: The True Lives of the Fabulous Killjoys
Danger Days: The True Lives of the Fabulous Killjoys — четвёртый студийный альбом американской альтернативной рок-группы My Chemical Romance. Альбом был записан Робом Кавалло и выпущен лейблом Reprise Records 22 ноября 2010 года.

## Об альбоме
Концепция альбома основана на истории жизни Fabulous Killjoys (Невероятных Кайфоломов), живущих в пережившей Великие Пожары 2012 года Калифорнии в 2019 году. Каждый музыкант получил альтер эго в соответствии с концепцией альбома: Party Poison (Джерард Уэй), Jet-Star (Рэй Торо), Fun Ghoul (Фрэнк Айеро), и Kobra Kid (Майки Уэй), которые можно увидеть в видеоклипах на песни «Na Na Na (Na Na Na Na Na Na Na Na Na)» и «Sing». Кайфоломы (Киллджои) — группа людей, борющихся против дьявольской корпорации «Better Living Industries» (BL/ind.) и их лидера по имени Корс (Грант Моррисон). Гидом Кайфоломов является DJ пиратского радио по имени Dr. Death Defying, который был озвучен и сыгран Стивом Монтано (также известен под сценическим псевдонимом Steve, Righ?).
Впоследствии была выпущена серия комиксов «Легендарные Кайфоломы и их реальная жизнь».

## Продвижение
Группа представила трейлер альбома 18 сентября 2010 года через свой официальный аккаунт на YouTube, под названием Art Is The Weapon. Это было сделано в связи с объявлением дат тура по Европе, как части World Contamination Tour. Первый Сингл «NA NA NA» появился 2 сентября 2010 года через WRFF в Филадельфии, на радиопередаче Зэйн Лоу по Радио BBC1, и KROQ в Лос-Анджелесе. Было объявлено, что «NA NA NA» будет звучать в Sims 3.. Поздно ночью 26 августа 2010 года был выпущен второй сингл, «The Only Hope For Me Is You». Ранее в октябре, все четыре члена группы дали интервью Kerrang!, рассказав об альбоме. Также «Save Yourself, I’ll Hold Them Back» был выпущен как трек для свободного скачивания на официальном веб-сайте группы 5 ноября 2010 года.

## Оценка критиков
Первые впечатления, отправленные критиками музыки были благоприятны. Rock Sound опубликовал предварительный просмотр альбома, комментируя «способ, которым они использовали все, что они узнали на The Black Parade, и сжатый в определённых местах чувствует себя естественным и уверенным» и что видят «творческий потенциал группы, обращающейся в бегство музыкально, графически и буквально». Дэн Мартин получил возможность анонсировать альбом и предоставил одинаково положительные обзоры. Он сообщил, что это его лучший отчет о роке в этом году так: «Вы чувствуете себя скорее смущенными перед всеми». Alternative Press прослушала альбом, и прокомментировала: «Действительно трудно полагать, что эта же самая группа ворвалась на сцену шесть лет назад с гимном „I’m Not Okay (I Promise)“, с оценкой четырёх звезд».
Rock Sound позже оценили альбом так: «Если MCR были вашей любимой группой в прошлом, то сейчас вам стоит приготовиться и переосмыслить их новые творения, прежде чем вы их снова полюбите» и что «Danger Days…» кажется наибольшим их развлечением, чем когда-либо" с оценкой 8 звезд из 10.

## Издания
В дополнение к стандартному выпуску компакт-диска группа также предлагает «Выпуск 2019 Калифорнии» исключительно через их официальный интернет-магазин. Он представляет собой стандартную версию компакт-диска альбома с дополнением в виде EP «The Mad Gear and Missile Kid», книги на 48 страниц, названной Art Is The Weapon и одного из четырёх лазерных пистолетов команды Киллджоев и соответствующей маски, размещённой в белой коробке, украшенной фотографией.

## Список композиций
Слова и музыка всех песен — My Chemical Romance, кроме некоторых треков.
| №   | Название                                    | Автор(ы)                             | Длительность |
| --- | ------------------------------------------- | ------------------------------------ | ------------ |
| 1.  | «Look Alive, Sunshine»                      |                                      | 0:30         |
| 2.  | «Na Na Na (Na Na Na Na Na Na Na Na Na)»     | Брайар, Айеро, Торо, Дж. Уэй, М. Уэй | 3:26         |
| 3.  | «Bulletproof Heart»                         | Брайар, Айеро, Торо, Дж. Уэй, М. Уэй | 4:57         |
| 4.  | «Sing»                                      |                                      | 4:30         |
| 5.  | «Planetary (Go!)»                           |                                      | 4:07         |
| 6.  | «The Only Hope for Me Is You»               | Брайар, Айеро, Торо, Дж. Уэй, М. Уэй | 4:34         |
| 7.  | «Jet-Star and the Kobra Kid/Traffic Report» |                                      | 0:26         |
| 8.  | «Party Poison»                              | Брайар, Айеро, Торо, Дж. Уэй, М. Уэй | 3:36         |
| 9.  | «Save Yourself, I'll Hold Them Back»        | Брайар, Айеро, Торо, Дж. Уэй, М. Уэй | 3:50         |
| 10. | «S/C/A/R/E/C/R/O/W»                         |                                      | 4:28         |
| 11. | «Summertime»                                |                                      | 4:07         |
| 12. | «DESTROYA»                                  |                                      | 4:33         |
| 13. | «The Kids from Yesterday»                   |                                      | 5:25         |
| 14. | «Goodnite, Dr. Death»                       |                                      | 1:59         |
| 15. | «Vampire Money»                             |                                      | 3:38         |

| №   | Название                                      | Длительность |
| --- | --------------------------------------------- | ------------ |
| 16. | «We Don't Need Another Song About California» | 4:27         |

| №   | Название       | Длительность |
| --- | -------------- | ------------ |
| 16. | «Zero Percent» | 2:47         |

## История издания
| Регион         | Дата           | Лейбл   | Формат    | Каталог    |
| -------------- | -------------- | ------- | --------- | ---------- |
| Австралия      | 19 ноября 2010 | Reprise | CD        | 9362497189 |
| Канада         | 22 ноября 2010 | Reprise | CD        | 2521752    |
| Чили           | 2 декабря 2010 | Reprise | CD        | 5217522    |
| Германия       | 19 ноября 2010 | Reprise | CD        | 9362497189 |
| Ирландия       | 19 ноября 2010 | Reprise | CD        | 9362497189 |
| Япония         | 24 ноября 2010 | Reprise | CD        | WPCR13948  |
| Корея          | 23 ноября 2010 | Reprise | CD        | WKPD0196   |
| Новая Зеландия | 22 ноября 2010 | Reprise | CD        | 9362497189 |
| Тайвань        | 23 ноября 2010 | Reprise | CD        | 9362497189 |
| Великобритания | 22 ноября 2010 | Reprise | CD        | 9362497189 |
| США            | 22 ноября 2010 | Reprise | CD        | 5217522    |
| США            | 1 февраля 2011 | Reprise | 12" vinyl | 5217521    |

| Регион | Дата           | Лейбл           | Формат      | Каталог |
| ------ | -------------- | --------------- | ----------- | ------- |
| США    | 22 ноября 2010 | Reprise Records | CD, Box Set | 5259622 |

## Чарты
| Чарт (2010)                            | Позиция |
| -------------------------------------- | ------- |
| Australian Albums Chart                | 10      |
| Austrian Albums Chart                  | 15      |
| Belgian Albums Chart (Flanders)        | 79      |
| Belgian Albums Chart (Wallonia)        | 99      |
| Canadian Albums Chart                  | 13      |
| Dutch Albums Chart                     | 60      |
| European Top 100 Albums                | 18      |
| Finnish Albums Chart                   | 9       |
| French Albums Chart                    | 80      |
| Greek Albums Chart                     | 32      |
| German Albums Chart                    | 18      |
| Irish Albums Chart                     | 14      |
| Japanese Albums Chart                  | 8       |
| Mexican Albums Chart                   | 9       |
| New Zealand Albums Chart               | 4       |
| Norwegian Albums Chart                 | 21      |
| Polish Albums Chart                    | 46      |
| Scottish Albums Chart                  | 13      |
| Spanish Albums Chart                   | 31      |
| Swedish Albums Chart                   | 34      |
| Swiss Albums Chart                     | 25      |
| UK Albums Chart                        | 14      |
| U.S. Billboard 200                     | 8       |
| U.S. Billboard Rock Albums             | 1       |
| U.S. Billboard Alternative Albums      | 1       |
| U.S. Billboard Digital Albums          | 3       |
| U.S. Billboard Tastemaker Albums Chart | 3       |
| U.S. Billboard World Albums Chart      | 7       |

### Сертификация
| Территория     | Provider | Сертификат |
| -------------- | -------- | ---------- |
| Новая Зеландия | RIANZ    | Золото     |
| Великобритания | BPI      | Золото     |

## Участники записи

### Группа
- Джерард Уэй — основной вокал
- Майки Уэй — бас-гитара, доп. вокал на «Vampire Money»
- Фрэнк Айеро — ритм-гитара, бэк-вокал, второе гитарное соло на «Common People»
- Рэй Торо — соло-гитара, бэк-вокал, первое гитарное соло на «Common People»
- Боб Брайар — ударные (указан, но в записи не участвовал), соавтор песен

### Другие участники
- Роб Кавалло[англ.] — продюсер, микширование на «The Kids from Yesterday»
- Дориан Крозье[англ.] — ударные на «Bulletproof Heart»
- Майкл Педикон — ударные на 2, 4-5, 13, 15 + «Common People» и «The Mad Gear and Missile Kid EP»
- Джон Мичели — ударные на треках 6, 8-12, 16-17, бэк-вокал на треке 9
- Джонатан Ривера — бэк-вокал на треке 9
- Айри Изода из NewsAGoGo — голоса на «Party Poison»
- Стив Монтано (Стив, Рай?) — голоса на «Look Alive Sunshine», «Na Na Na», «Jet-Star and the Kobra Kid/Traffic Report» и «Goodnite, Dr. Death»
- Джейми Муоберак[англ.] — клавишные на треках 3, 6, 9, 11
- Джеймс Дьюис — клавишные на трэках 1-2, 4-5, 7-8, 10, 12-15 + «Common People», «The Mad Gear and Missile Kid EP», бэк вокал